# Route régionale 167 (Norvège)
Pour les articles homonymes, voir Route nationale 167 (homonymie).
La route régionale 167 (en norvégien : Fylkesvei 167 - Fv167) est une route nationale norvégienne reliant Asker à Røyken.